# ホシホウジャク
ホシホウジャク（星蜂雀、学名：Macroglossum pyrrhosticta）は、チョウ目スズメガ科の昆虫。ガの一種。

## 形態
成虫は、全体にこげ茶色だが、後翅のみ黄褐色で、飛んでいるとよく目立つ。翅を閉じて静止すると、茶色のグラデーションが鮮やかに見える。ハチに擬態しているとされる。

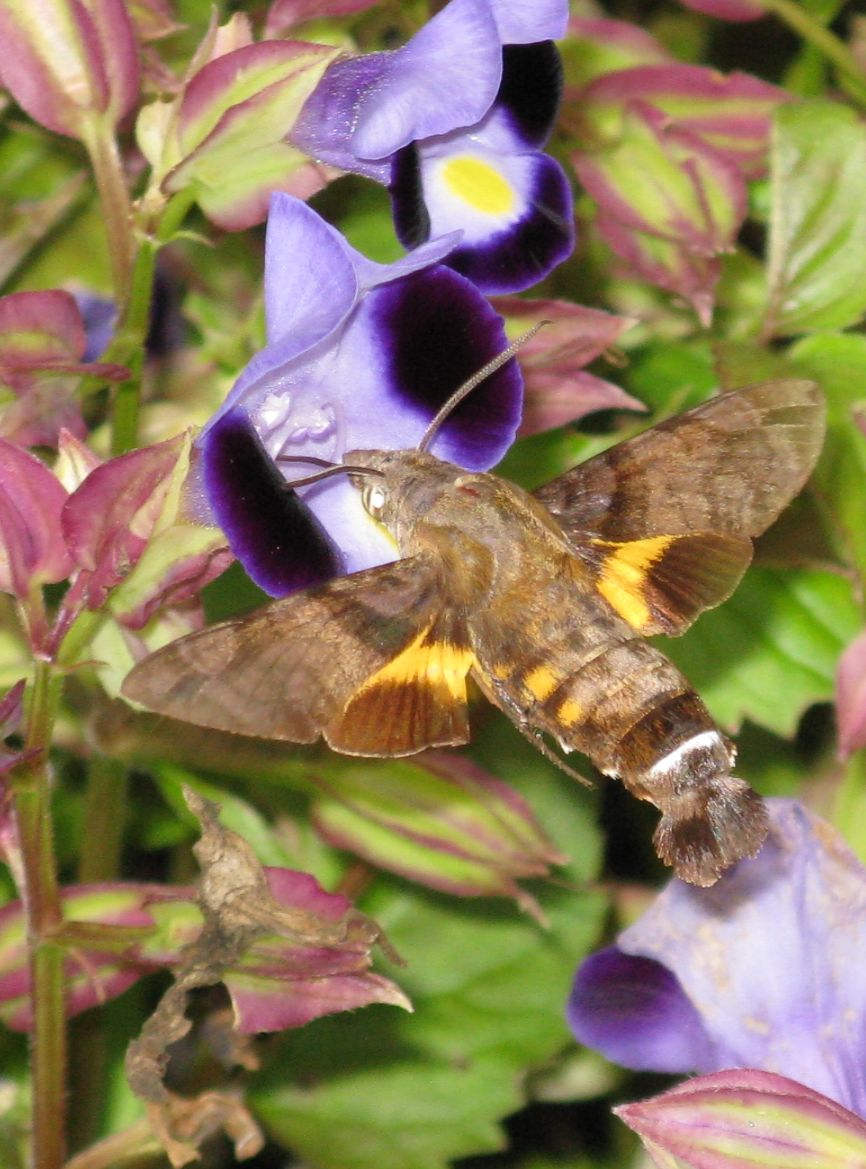
蜜を吸う成虫
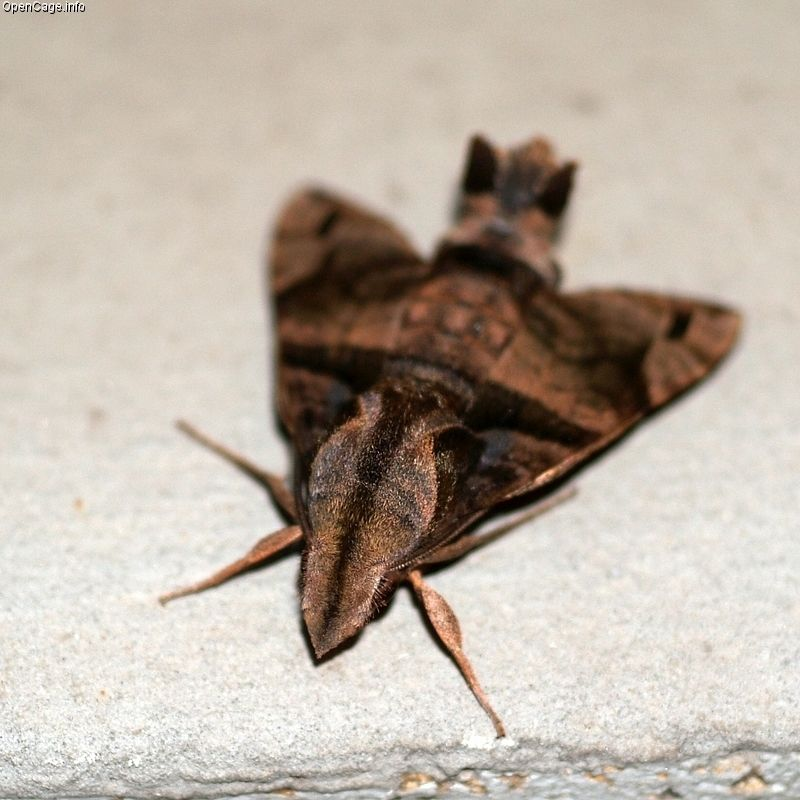
翅を閉じた成虫
- 動画

近縁種にクロホウジャク（Macroglossum saga）がいるが、本種のほうが一回り小さい。

## 生態
初夏から晩秋まで発生を繰り返し、市街地でもよく見られる。
成虫は、アベリア、コスモス、ラベンダーなどに訪花し、ホバリングしながら、花から花へ蜜を吸って回る。飛行時は脚をたたむ。
幼虫の食草はヘクソカズラ（アカネ科）。

## 分布
日本（北海道、本州、四国、九州、種子島、屋久島、トカラ列島、奄美大島、沖縄本島、久米島、久場島、屋嘉比島、宮古島、石垣島、西表島、与那国島、南大東島、北大東島）、朝鮮半島、中国、台湾、インド北部、スンダ列島、太平洋地域。